# Grosvenor Atterbury
Pour les articles homonymes, voir Atterbury.
Grosvenor Atterbury, né le 7 juillet 1869 à Detroit dans le Michigan et mort le 18 octobre 1956 à Southampton dans l'État de New York, est un architecte, urbaniste et écrivain américain.

## Biographie
Il étudie à l'Université Yale, où il est rédacteur en chef du magazine humoristique du campus The Yale Record . Après avoir voyagé en Europe, il étudie l'architecture à l'Université Columbia et travaille dans les bureaux de McKim, Mead & White.
La plupart des premiers travaux de Grosvenor Atterbury consistent en des maisons de week-end pour de riches industriels. Il reçoit la commande pour la communauté de logement modèle de Forest Hills Gardens, qui voit le jour en 1909 sous le parrainage de la Russell Sage Foundation.
Pour Forest Hills, Grosvenor Atterbury met au point une méthode de construction innovante : chaque maison est construite à partir d'environ 170 panneaux de béton préfabriqués standardisés, fabriqués hors site et assemblés par grue. Le système est sophistiqué, même par rapport aux normes modernes : les panneaux sont coulés avec des chambres d'isolation creuses intégrées; le coffrage de coulée comprend un manchon interne, permettant de "casser" les moules avant que le béton ne prenne complètement; et les panneaux sont déplacés sur le site en deux opérations seulement (du coffrage au camion et du camion à la grue).
Le système de Grosvenor Atterbury influence le travail d'architectes modernes européens du milieu des années 1920, comme Ernst May, qui  utilise des systèmes de béton préfabriqué en panneaux dans un certain nombre de projets de logements expérimentaux célèbres à Francfort. En ce sens, Grosvenor Atterbury peut être considéré comme un précurseur du Mouvement moderne.
Grosvenor Atterbury est élu à la National Academy of Design en 1918 en tant que membre associé, et devient membre à part entière en 1940.
Grosvenor Atterbury travaille sur divers projets avec John D. Rockefeller, Jr. dans les années 1930, y compris ce qui est aujourd'hui le Stone Barns Food and Agriculture Center, et le Gatehouse et le mur d'entrée de Kykuit Estate, ainsi que les six maisons en stuc construites pour les employés du domaine. Les six maisons sont conçues comme le noyau du village de Pocantico que Rockefeller construit alors que Kykuit est en cours d'achèvement, et pour compléter le style de l'Union Church et de la Pocantico Hills Central School, qu'il achève.

## Travaux

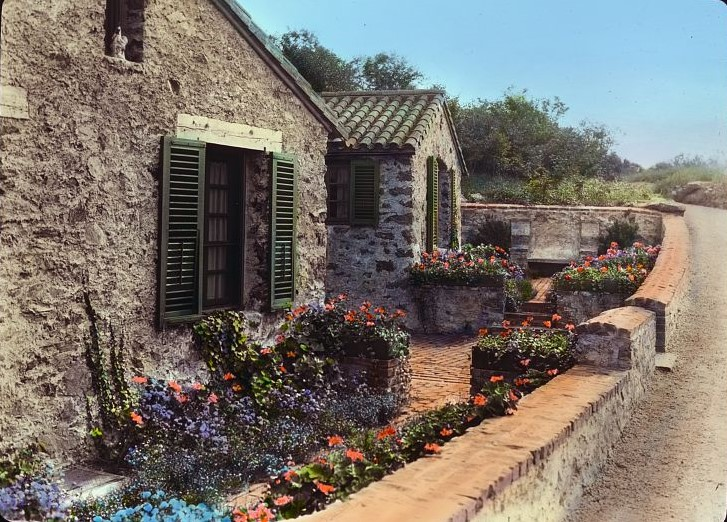
"Surprise Valley Farm," propriété d'Arthur Curtiss James, Beacon Hill Road, Newport, RI, par Frances Benjamin Johnston, 1917. Architecte : Grosvenor Atterbury, 1914-1916. Aujourd'hui, ces bâtiments survivent dans le cadre de la Fondation SVF, fondée pour préserver les races de bétail en voie de disparition.

- Stone Barns Center for Food and Agriculture, Pocantico Hills, New York, 1930-33 [3]
- Six cottages commissioned by John D. Rockefeller, Jr., for estate employees, Kykuit, Pocantico Hills, New York, 1930-33 [2]
- Kykuit Gate House and Entrance Wall, and Administrative Building, Pocantico Hills, New York, 1930
- Connecticut Hall restoration, New Haven, Connecticut, 1905
- Renaissance Pittsburgh Hotel (anciennement Fulton Building), Pittsburgh, Pennsylvanie, 1906
- Tenney Memorial Chapel, Walnut Grove Cemetery, Methuen, Massachusetts, 1906
- The Boulders, 99 Shore Ave. Greenwood Lake, État de New York, 1911
- The Church-in-the-Gardens, New York City, 1915
- Surprise Valley Farm, Newport, Rhode Island, 1914-1916
- Village industriel (les maisons de la poterie) pour la Holston Corporation, 1915-1916[4]
- House of the Redeemer, New York City, 1916
- Wereholme, Islip, New York, 1917
- Carriage Paths, Bridges and Gatehouses, Parc national d'Acadia, 1919
- Aldus Chapin Higgins House, Worcester, Massachusetts, 1921
- Sage House (formerly Russell Sage Foundation Building), New York City, 1922 to 1926
- Holy Trinity Rectory, un presbytère de quatre étages en briques au 341 East 87th Street, Manhattan, 1927 (pour 50 000 $)[5].
- Pond Mansion, Tucson, Arizona, 1930
- Rockefeller Hall, Winter Harbor, 1933, commandé par John D. Rockefeller, Jr. et construit par le National Park Service pour loger le personnel de la marine dans le style néo-normand français[6].
- Children's Village of the Hartford Orphan Asylum, 1680 Albany Ave. Hartford dans le Connecticut
- Shore Road Historic District, Shore Rd. Cold Spring Harbor (New York)